# شهرستان گائوچینگ
شهرستان گائوچینگ (به لاتین: Gaoqing County) یک منطقهٔ مسکونی در چین است که در زایبو واقع شده‌است. شهرستان گائوچینگ ۱۱ متر بالاتر از سطح دریا واقع شده‌است.